# Кількісна теорія грошей
Кількісна теорія грошей (англ. Quantity theory of money) — один із напрямів у західній економічній думці, який виник в XVI—XVII ст. Теорія виникла з метою пояснення впливу грошей на економічні процеси суспільства виключно кількісною величиною, зокрема зміною маси грошей в обігу.
Першим, хто висловив припущення про залежність рівня цін від кількості благородних металів, був французький філософ Жан Боден. Характерною ознакою кількісної теорії є положення про зв'язок стану грошового обігу з динамікою цін. Чим більше грошей в обігу, тим нижча їх вартість і вищі ринкові ціни і, навпаки, чим менша кількість грошей в обігу, тим вища їх вартість і нижчий рівень ринкових цін. Тому шляхом впливу на ринкові ціни товарів і послуг зміною кількості грошей в обігу можна впливати на всі економічні процеси.
Теорія набула найбільшого розповсюдження у XVIII—XIX ст. Представники: І. Фішер, Д. Юм, Б. Даванзатті, Дж. Монтаріні, Д. Лок, М. Коперник.

## Швидкість обігу грошей і рівняння обміну
Перше рівняння обміну з'явилося у книзі Ірвінга Фішера «Купівельна спроможність грошей» (The Purchasing Power of Money) 1911 року.
Формула І. Фішера:
{\displaystyle V=P*Y/M}
V — швидкість обігу грошей
Р — рівень цін
Y — сукупний обсяг національного виробництва
М — середня маса грошей

## Критика теорії
Кнут Віксель критикував кількісну теорію грошей, застосовуючи поняття «чистої кредитної економіки».
Джон Мейнард Кейнс критикував кількісну теорію грошей у своїй «Загальній теорії зайнятості, відсотків та грошей». Кейнс спочатку був прихильником цієї теорії, але він представив альтернативу у «Загальній теорії». Кейнс стверджував, що рівень цін не суворо визначався грошовою масою. Зміни в грошовій масі можуть вплинути на реальні змінні, такі як випуск.

Представники Австрійської школи Л. Мізес та М. Ротбард жорстко критикували кількісну теорію грошей. Людвіг фон Мізес у своїй «Теорії грошей і кредиту» (нім. Theorie des Geldes und der Umlaufsmittel, 1912) пише: 
|                                             | Довгий час вважалося, що попит на гроші є величиною, яка визначається об'єктивними факторами і є незалежною від суб'єктивних міркувань. Вважалося, що попит на гроші у економічному співтоваристві визначається, з одного боку, загальною кількістю товарів, які повинні були бути оплачені протягом певного періоду, а з іншого - швидкістю обігу грошей ... Неприпустимим є починати з попиту на гроші суспільства у цілому. Індивідуалістичне економічне співтовариство - єдине співтовариство, в якому існує попит на гроші, не є економічним агентом. Воно демонструє попит на гроші тільки в тому випадку, якщо його окремі члени пред'являють попит на гроші. Попит на гроші з боку економічного співтовариства є не що інше, як сума попиту на гроші окремих економічних агентів, з яких складається супільство. Але для окремих економічних агентів неможливо використовувати формулу: загальний обсяг операцій ÷ швидкість обігу. Якщо ми хочемо скласти опис потреби людини в грошах, ми повинні почати з міркувань про те, як вона отримує і витрачає гроші. |
| — Людвіг фон Мізес, Теорія грошей і кредиту | |

У своїй книзі «Денаціоналізація грошей» Фрідріх Гаєк описав кількісну теорію грошей «як не більше ніж корисне грубе наближення до дійсно адекватного пояснення». За його словами, теорія «стає цілком марною, коли на одній території одночасно використовується кілька різних грошей». У роботі «Безробіття та профспілки» (1980) він зазначає:
|                                                                     | Внаслідок своєї макроекономічної природи вона [кількісна теорія грошей] зосереджена виключно на загальному рівні цін й внутрішньо не здатна виявити наслідки, які експансія платіжних засобів продукує для структури відносних цін. Тому вона не враховує найтяжчі наслідки інфляційного процесу: помилкове інвестування ресурсів й, як наслідок, породження відповідного безробіття. |
| — Hayek F. A. (1980) 1980s Unemployment and the Unions. London: IEA | |

## Цікаві факти
Мілтон Фрідман (1912—2006) — однин с засновників монетаризму, вибив рівняння кількісної теорії грошей на номерних знаках свого авто.